# Karratha
Karratha – miasto na północno-zachodnim wybrzeżu Australii, w stanie Australia Zachodnia. Ośrodek administracyjny i zarazem największe skupisko ludzkie jednostki samorządu terytorialnego City of Karratha. Liczy około 11,7 tys. mieszkańców (2006). 
Karratha powstała w latach 60. XX wieku w bezpośrednim sąsiedztwie znacznie starszego portu Dampier. Miasto od początku miało charakter ściśle przemysłowy, a zdecydowaną większość jego mieszkańców stanowiły osoby zatrudnione w górnictwie żelaza. W latach 80. rozpoczęto jeszcze wydobycie ropy naftowej i gazu ziemnego. 
Lotnisko w Karracie jest drugim najbardziej uczęszczanym w stanie Australia Zachodnia. Ustępuje tylko portowi lotniczemu w Perth, z którym łączą go częste loty wykonywane przez trzech przewoźników.